# Clots de la Bòfia
Els Clots de la Bòfia és un clot, una petita vall tancada, del terme municipal de Conca de Dalt, a l'antic terme d'Hortoneda de la Conca, al Pallars Jussà. Pertany a l'àmbit del poble d'Hortoneda.
Està situat a llevant d'Hortoneda, al vessant de ponent de la Serra de Coll de Neda, a la dreta del barranc de la Creu. S'hi forma la llau del Racó de Catxí.